# Grădina Botanică din Erlangen

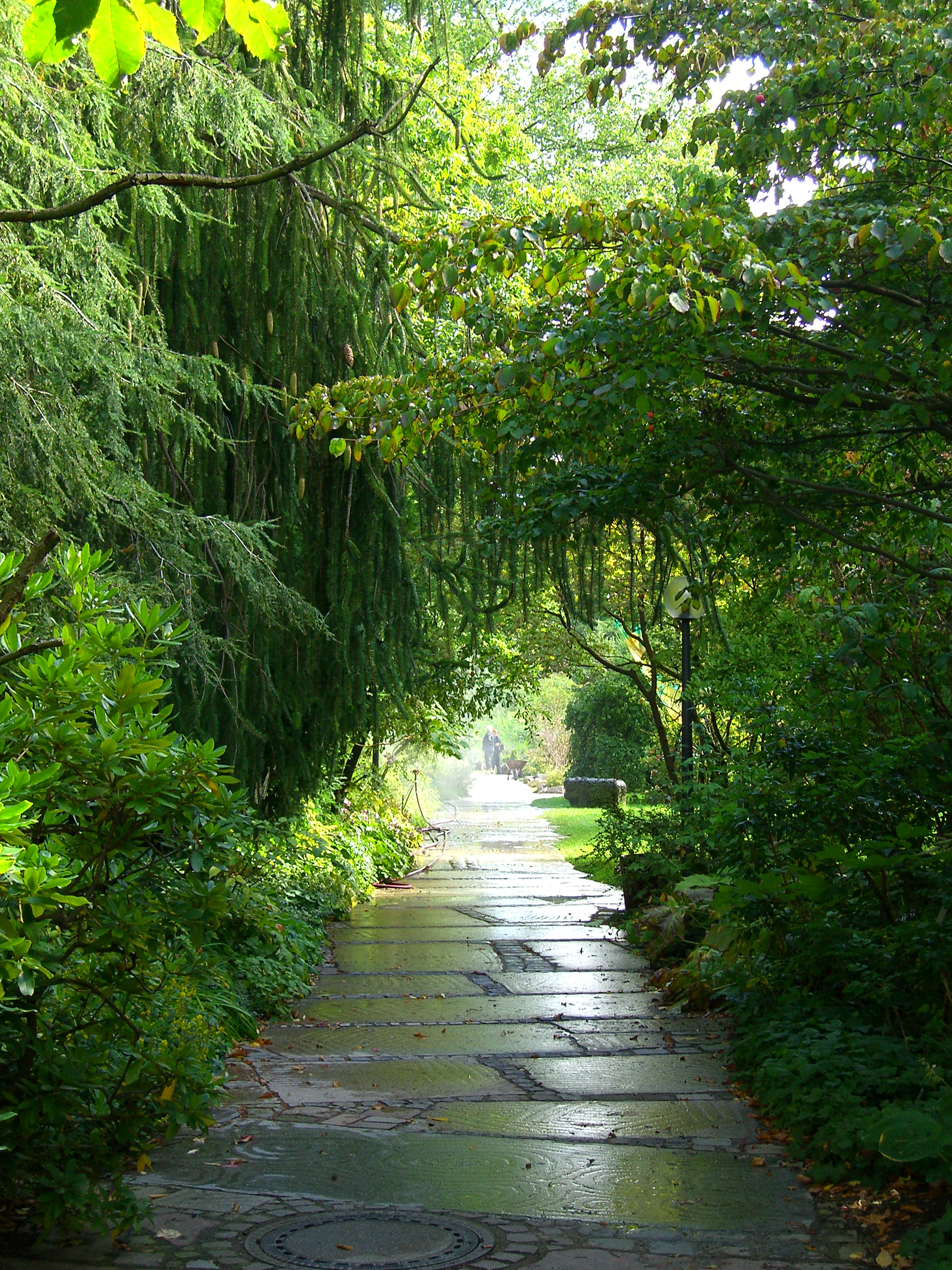
Grădina Botanică din Erlangen

Botanischer Garten Erlangen (2 hectare), cunoscută, de asemenea, ca Botanischer Garten der Universität Erlangen-Nürnberg, este o grădină botanică întreținută de Universitatea din Erlangen-Nürnberg și situată în partea de nord a grădinii castelului din centrul orașului, în Loschgestraße 3, Erlangen, Bavaria, Germania. Ea este deschisă zilnic, cu excepția zilelor de luni.
Începuturile grădinii datează din 1626 când o hortus medicus a fost înființată la Nürnberg. În 1747 a fost amenajată o grădină botanică pe acest loc, iar din 1828 grădina botanică se află în locația actuală.
Astăzi, grădina conține aproximativ 4000 de specii, reprezentând o gamă largă de plante din diferite climate, inclusiv cele păstrate în sere (aproximativ 1700 m²). În grădină se află, de asemenea, Grota Neischl, o peșteră artificială care a fost renovată în mai 2008. Herbarium Erlangense este un ierbar ce conține aproximativ 158.000 de plante din întreaga lume.